# Леирија
Леирија (порт. Leiria) је значајан град у Португалији, смештен у њеном западном делу. Град је седиште истоименог округа Леирија, где чини једну од општина.

## Географија
Град Леирија се налази у западном делу Португалије. Од главног града Лисабона град је удаљен 150 километара северно, а од Портоа град 185 километара јужно.
Рељеф: Леирија се налази у приобалном подручју, на надморској висини од приближно 50 m. Подручје око града је равничарско - равница Беира, која је житница у држави. Област око града је познато као Пињолско приморје.
Клима: Клима у Леирији је средоземна.
Воде: Кроз Леирију протиче речица Лис, која је овом месту устављена, па више личи на језеро. Атлантски океан се налази на 20 километара западно од града.

## Историја
Подручје Леирије насељено још у време праисторије. Данашње насеље настало је у у 12. веку, као утврђење у заштити од могућих напада Мавара. Око утврде се образовало значајно насеље, које је добило градска права 1545. године. У дато време овде се зидају саборна црква и двор, па се у 16. веку град у потпуности образује.
Следећих векова град стагнира, али се током 20. века, услед стратешких повољног положаја града на „главном путу“ Португалије (Лисабон-Порто), поново почео убрзано развијати.

## Становништво
По последњих проценама из 2008. г. општина Леирија има око 128 хиљада становника, од чега око 50 хиљада живи на градском подручју. Последњих деценија број становника у граду расте.

## Партнерски градови
- Сетубал
- Halton
- Сао Пауло
- Токушима
- Рајне
- Маринга
- Сен Мор де Фосе
- Olivenza
- São Filipe
- Тунглинг
- Nampula

## Галерија
- Поглед на Леирију
- Главни трг у Леирији са замком у позадини
- Градска кућа
- Саборна црква Леирије